# Quận Slope, North Dakota
Quận Slope là một quận thuộc tiểu bang Bắc Dakota, Hoa Kỳ. Quận lỵ đóng ở Amidon6. Quận được đặt tên theo. Dân số theo điều tra năm 2000 của Cục điều tra dân số Hoa Kỳ là người, dân số năm 2009 là 649 người.

## Địa lý
Theo Cục điều tra dân số Hoa Kỳ, quận này có diện tích 3157 km2, trong đó có 3 km2 là diện tích mặt nước.